# Városháza (Szentendre)
A szentendrei városháza a róla elnevezett tér egyik legjellegzetesebb épülete, mely 1730 körül barokk stílusban épült, majd a 19. században kibővítették. Mai alakját 1924-ben nyerte el. Története folyamán több intézmény is működött benne. 1990 óta az önkormányzat székhelye.

## Leírása
A Városháza tér 1-3. szám alatt álló emeletes, L alakú, három utcára néző épület (Rákóczi Ferenc utca, Városház tér, Bajcsy Zsilinszky utca), mely leginkább szerb típusokat hordoz magában, de neobarokk elemek is feltűnnek benne. 
A ma emeletes, L alakú, három utcára (Rákóczi F. u., Városház tér, Bajcsy Zsilinszky u.) néző épület  főhomlokzatának emeletén 8 tengely található. Két részre tagolódik: 
- Baloldalon a főpárkány alatt falsávok között egyszerű keretelésű ablakok találhatók, zárókővel, könyöklő párkánnyal és mellvéddel.
- Jobb oldalon a bejárati kapu felett erkély és ajtó látható, e mellett a fejezetes falpillérek között hatalmas ablakkal. A tagolt főpárkány íves oromfal.

A földszint 7 tengelyes, kosáríves ablakokkal, vasráccsal. Övpárkány neobarokk főkapu.
- Rákóczi Ferenc utcai homlokzat: földszintjén elfalazott boltíveken ablakok. Emeleten 3 tengelyes fejezetes falsávok között óriás méretű ablakok.
- Bajcsy-Zsilinszky úti homlokzat: 12 tengelyes íves kapubejáróval csatlakozik az 1924-ben épült új szárny.

Az északi szárnyban működik a polgármesteri hivatal. Itt van az épület bejárata is. A kapu felett van Szentendre címerének domborműve is. A déli részben van a harangtorony. A harang ritkán szólal meg.

## Története
Az eredetileg földszintes épület 1730 körül épült, feltehetően 1745-ben készült el. Az U alaprajzú épület a 20. század elejéig nagyrészt változatlan formában állhatott fenn, csak kisebb felújítások, átalakítások (nyilászárócserék) történtek.
Az épület bővítésének igénye már a 19. század elejétől fennállt, de anyagiak híján erre csak az 1920-as években kerülhetett sor. 
Bővítése és átalakítása emeletráépítéssel, két ütemben történt: 1926-ra Meller Dezső és Lessner Manó tervei szerint először a Bajcsy Zsilinszky utcai szárny épült fel, majd Möller Károly tervei szerint a Rákóczi utcai épületrész.
Az épület oszlopos erkélyével, neobarokk homlokzatával ma is a város egyik szimbóluma. Története folyamán több intézmény is működött benne. 1990 óta itt van az önkormányzat.

## Galéria

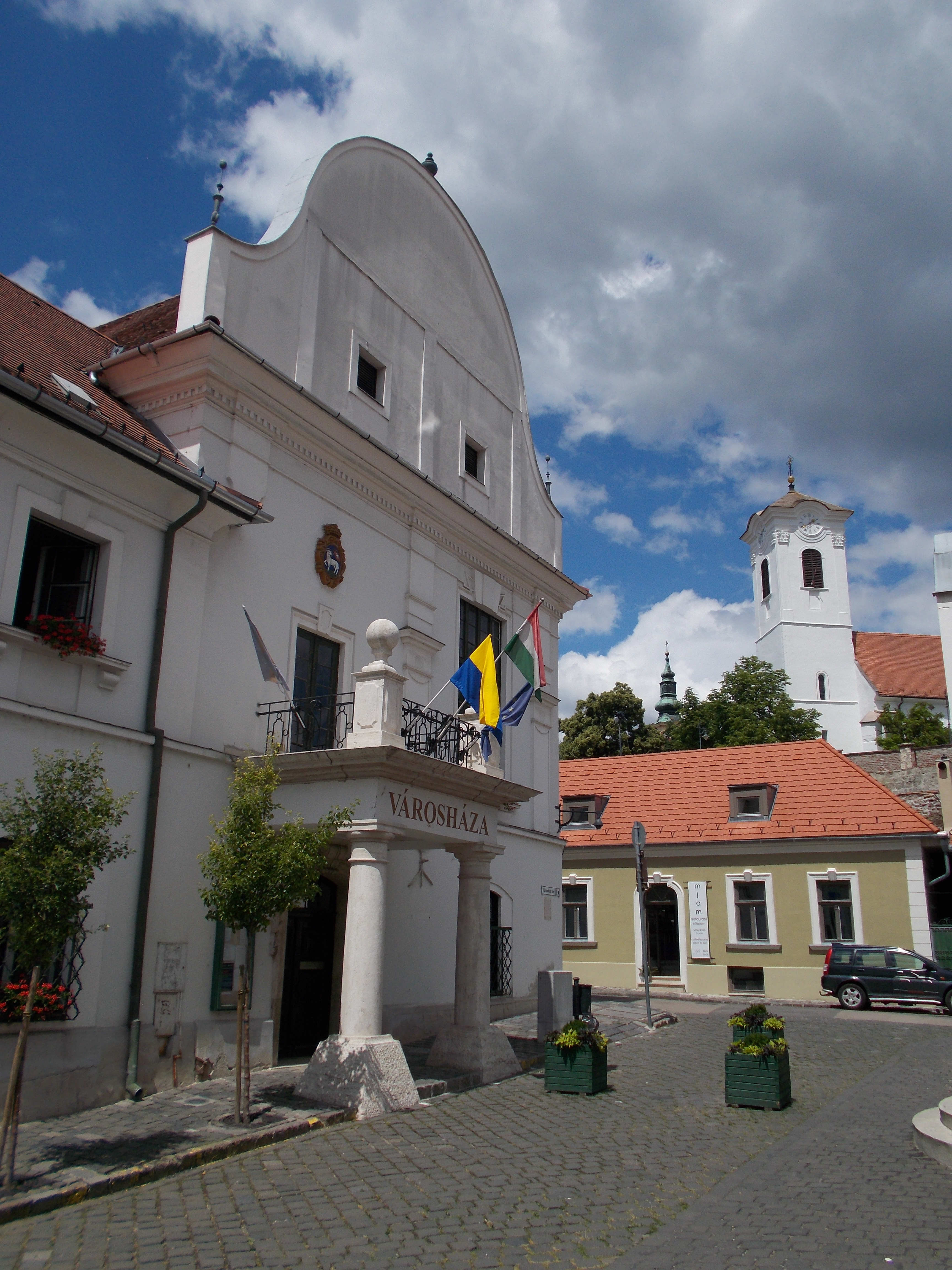
A Városháza dél felől
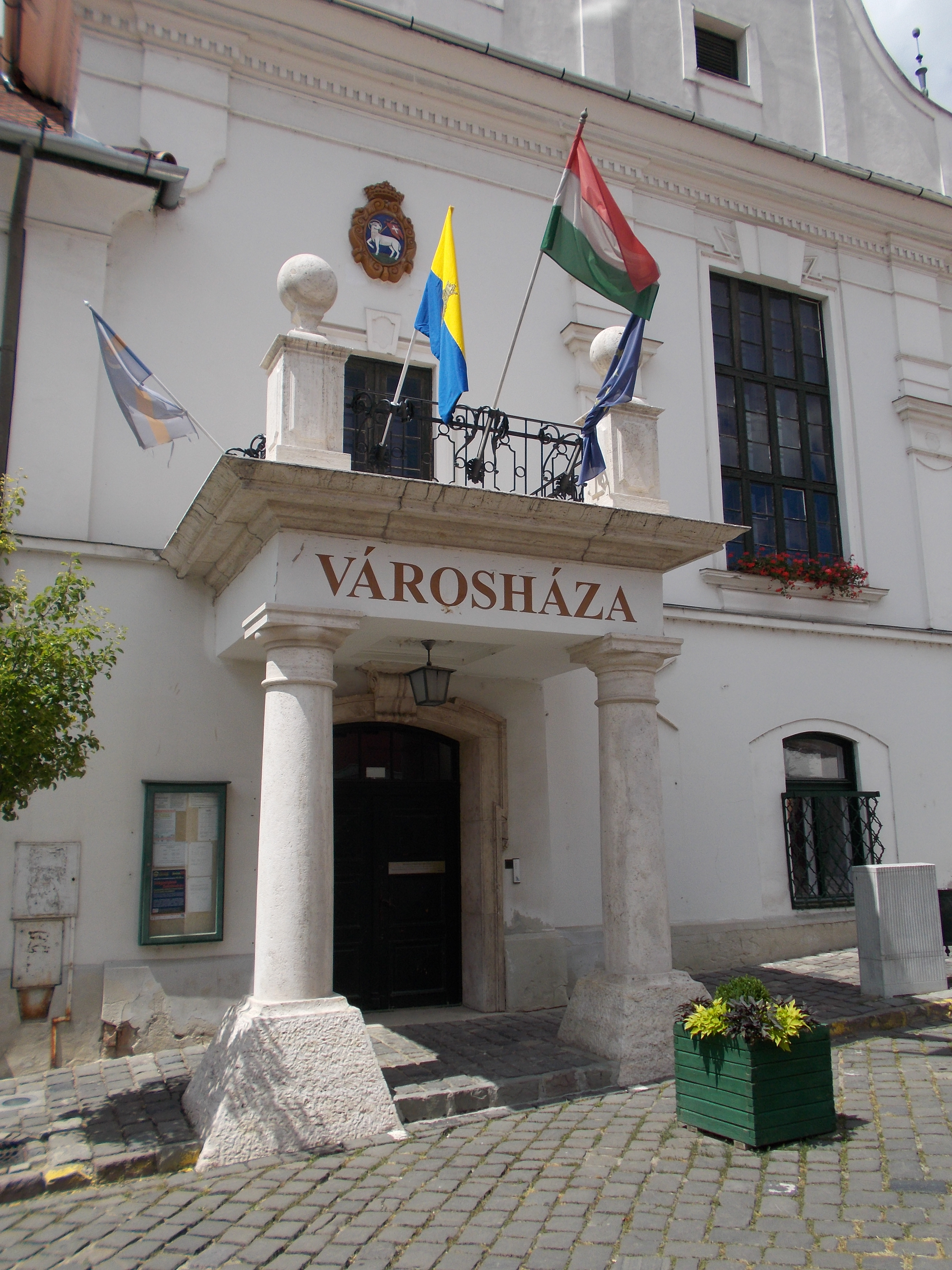
A bejárat
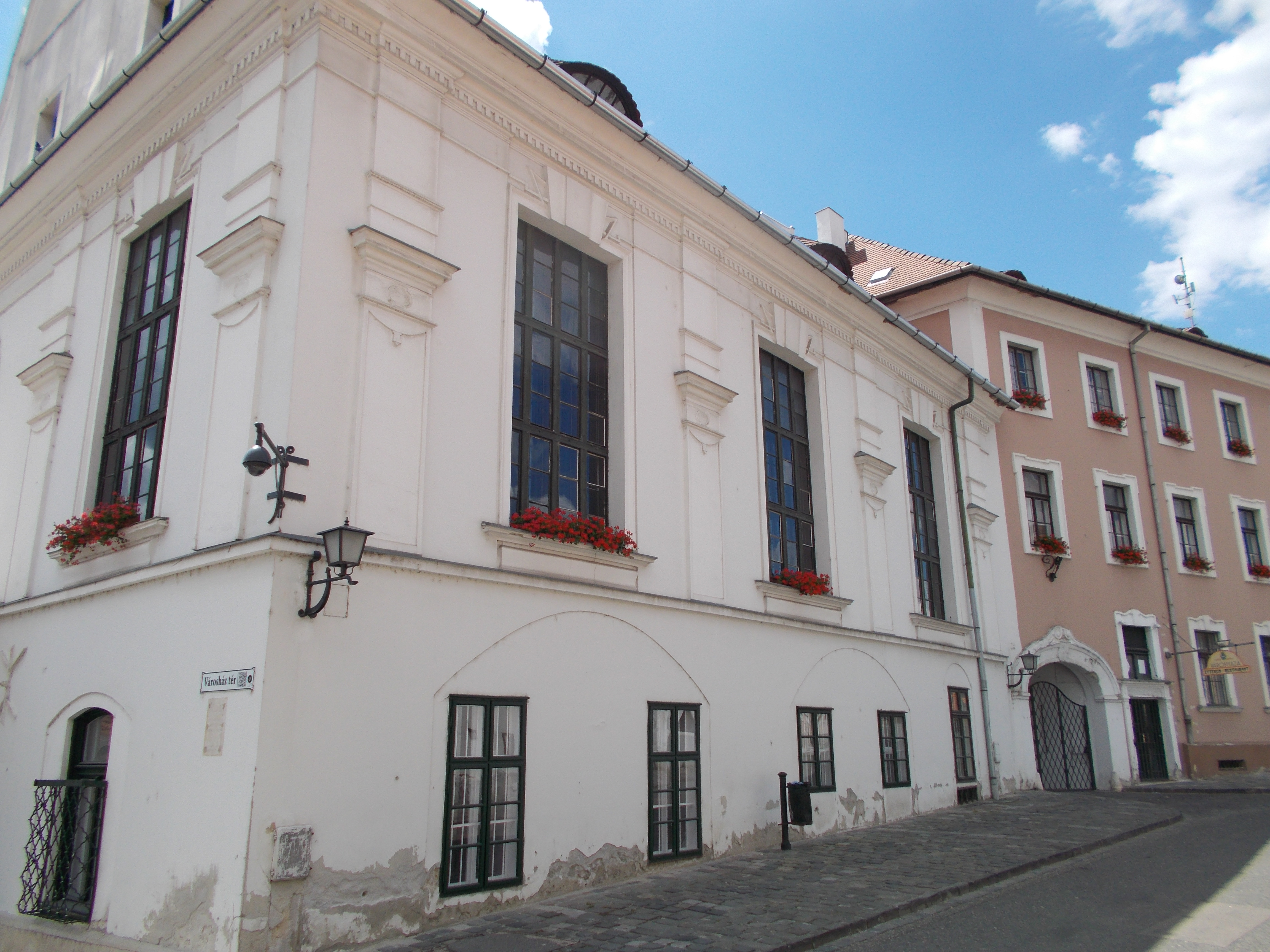
Az északi sarok
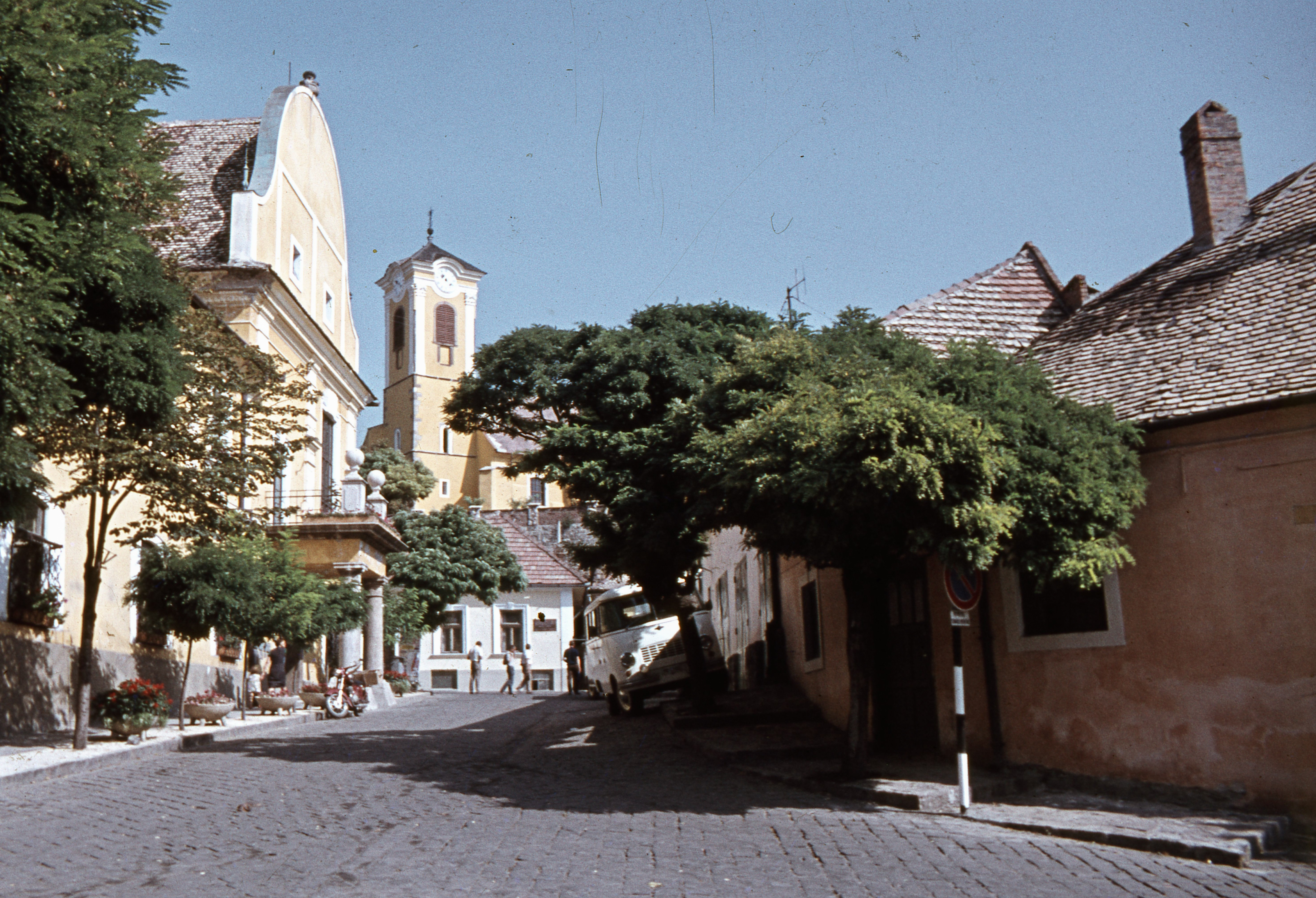
Városháza tér (balra a Városháza)
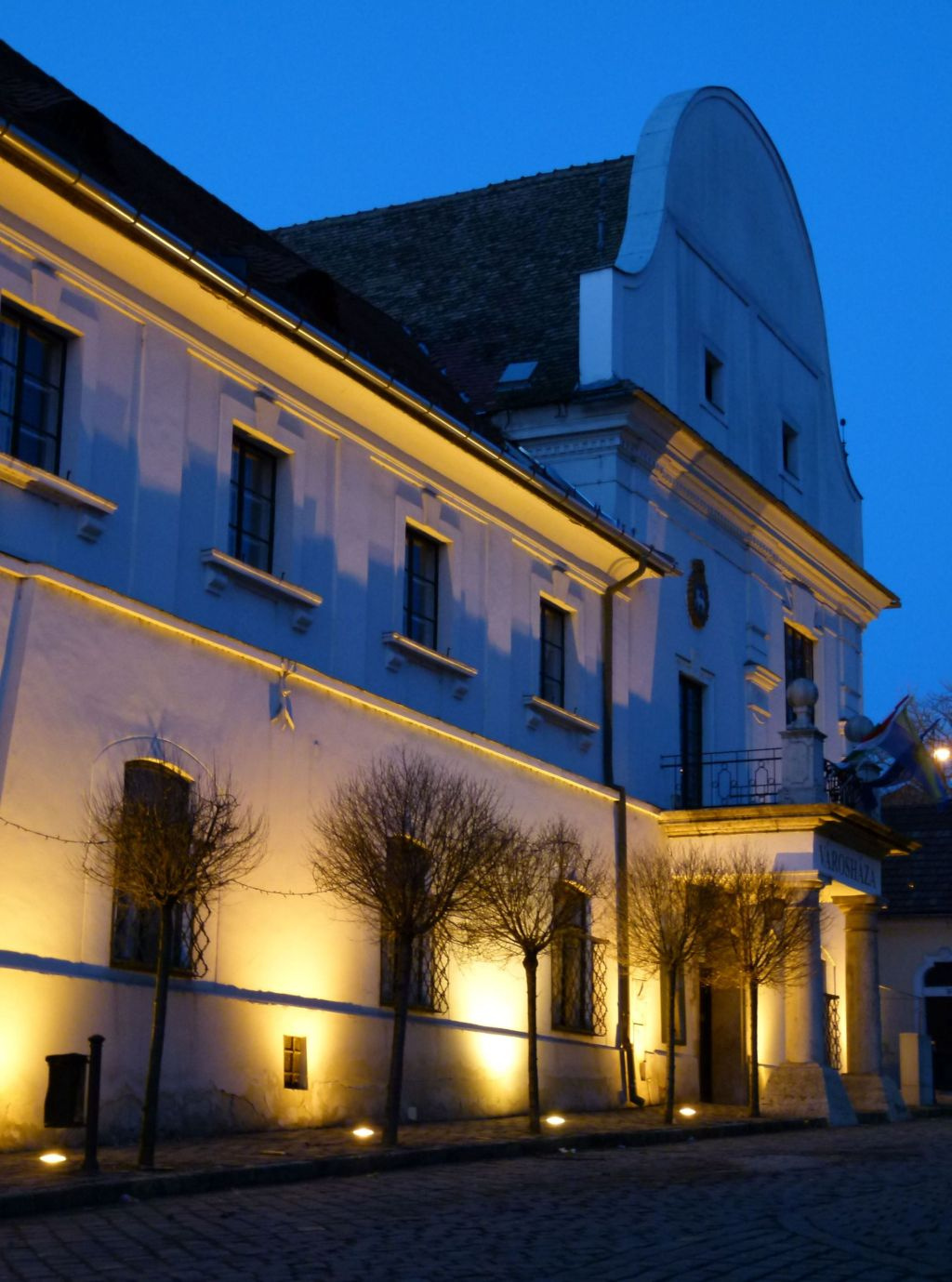
A Városháza éjszaka
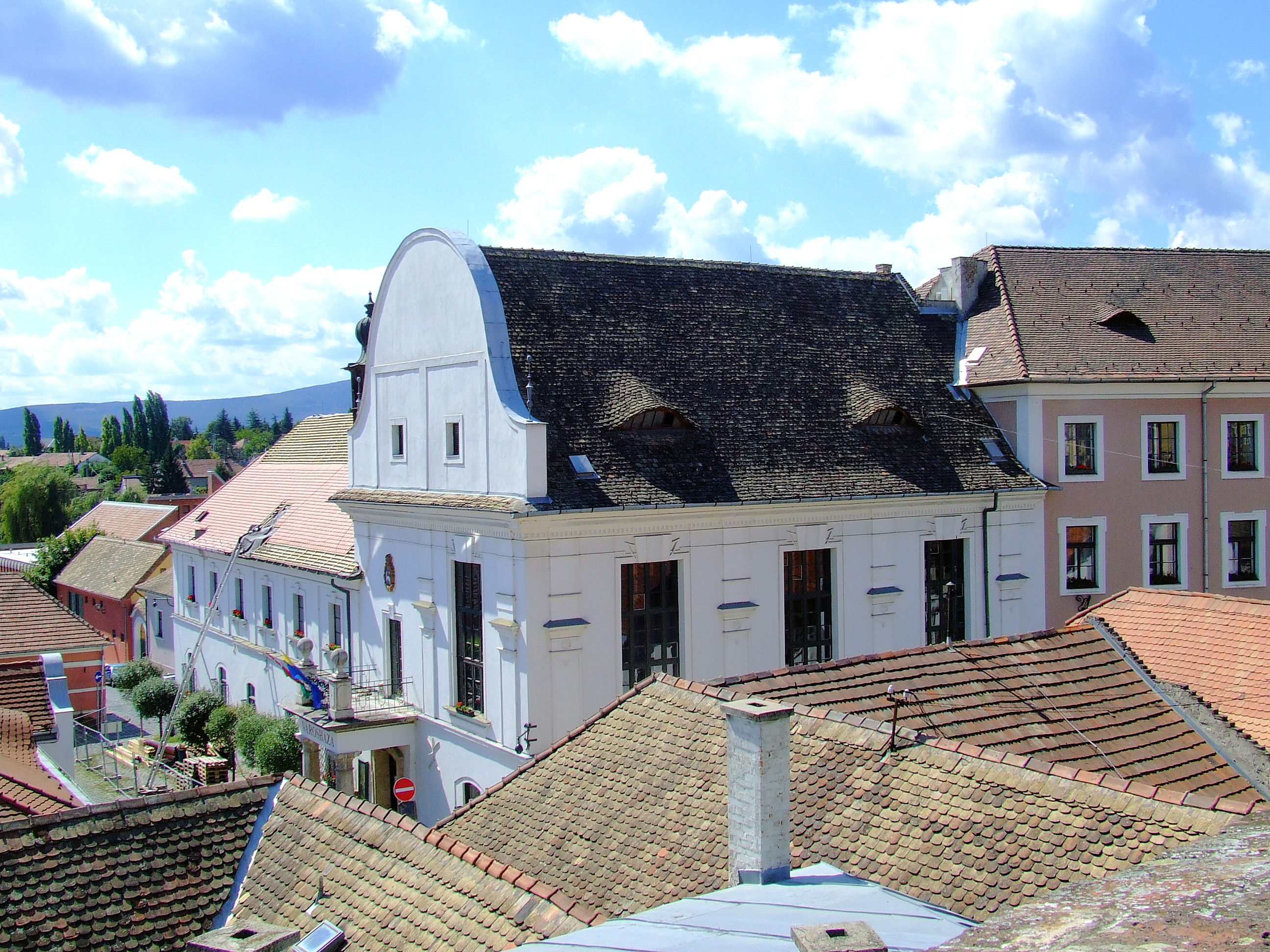
A Városháza a Templomdombról